# Andropolia vancouvera
Andropolia vancouvera là một loài bướm đêm trong họ Noctuidae.